# Филкинс, Делина
Делина Филкинс (англ. Delina Filkins, урожд. Экер (англ. Ecker); 4 мая 1815  — 4 декабря 1928) —  американская долгожительница.  С 1926 года была самым возрастным человеком планеты. Её рекорд долгожительства был побит Фанни Томас лишь в 1980 году.

## Биография
Делина родилась  в  американской семье голландского происхождения. Её отец Уильям Экер прожил 97 лет, а мама — 78. В 11 лет девочка бросила школу, чтобы работать дома. В 1834 году она вышла замуж за Джона Филкинса. В день своей свадьбы она посадила куст роз во дворе своего дома, и этот куст продолжал  цвести и после её смерти 94 года спустя.   Филкинс и её муж управляли бизнесом по производству сыра. У супругов было шестеро детей. На момент  смерти Делины в живых оставалось лишь двое её сыновей — Фрэнк и Алонзо.
После смерти мужа в 1890 году Филкинс продолжала жить на своей ферме до 108 лет. В 1915 году, когда ей стукнуло 100, она впервые проехалась в автомобиле. В возрасте 107 лет женщина поразила врачей тем, что беспроблемно пережила сложную операцию. В  111  Филкинс продолжала просыпаться каждое утро около 5:30 утра, ела плотный завтрак, заправляла постель, шила, занималась другими домашними делами и читала книги. В  112 лет она была немного глухой и передвигалась с тростью, но вполне справлялась с домашним хозяйством. Спустя несколько месяцев после её 113-летия здоровье Филкинс начало ухудшаться, но она отказывалась быть прикованной к постели и часами сидела в своём кресле. За два месяца до ухода из жизни  она переехала в Ричфилд Спрингс.
20 сентября 1926 года, в возрасте 111 лет и 139 дней, она превзошла предыдущий рекорд своей предшественницы — американки Луизы Тьер. Она была первым человеком, официально достигшим возраста 112 и 113 лет.
Когда Филкинс приблизилась к рекордному возрасту, её дни рождения стали общественными мероприятиями. Она получила поздравления от президентов Гардинга и Кулиджа и губернатора Нью-Йорка Смита.  Посетители стекались, чтобы увидеть её, с  многих миль вокруг.  Когда ей исполнилось 113 лет, художнику Леоне Белл  Джейкобс  было поручено сделать её портрет.
4 декабря 1928 года Делина Филкинс умерла в возрасте 113 лет и 214 дней. На вопрос о секрете  долголетия старушка отвечала: «Ну, я точно не знаю. Я всегда много работала, и я думаю, что это было полезно. Единственное лекарство, которое   когда-либо принимала, были отвары из трав».